# Gleby żółtobrunatne
Gleby żółtobrunatne – gleby pośrednie pomiędzy glebami żółtymi, brunatnymi a brązowymi; występują w Chinach i Nowej Zelandii.

## Charakterystyka
Gleby żółtobrunatne są typowymi glebami pośrednimi. Przejawiają cechy gleb żółtych, brunatnych i brązowych wymieszanych ze sobą.
Gleby te są kwaśne (pH 4,8-5,0), stosunkowo ciężkie, silnie nienasycone. Zawartość humusu wynosi około 7%. Skała macierzysta znajduje się zazwyczaj na głębokości 80–90 cm. Miejscami jednak zwietrzelina może mieć aż do 140 cm.

## Występowanie
Gleby żółtobrunatne występują we wschodnich Chinach oraz w Tybecie, między glebami rzecznymi żółtymi a glebami typowymi dla tego regionu, czyli brązowymi. Można je również spotkać w Nowej Zelandii zarówno na wyspie północnej, jak i południowej, jednakże w przeciwieństwie do Chin tam gleby żółtobrunatne stykają się jeszcze z glebami brunatnymi.

## Roślinność

### Naturalna
W środowisku naturalnym gleby są porośnięte lasami.

### Przydatność rolnicza
Gleby żółtobrunatne są dość trudne do uprawy. Uprawiane są jednak szczególnie w Chinach, jeśli występuje odpowiedni klimat. W Nowej Zelandii gleby żółtobrunatne porastają lasy ze względu na to, że są tam znacznie lepsze ziemie i nie ma konieczności uprawiania tych gleb.